# Tru Calling
Tru Calling es una serie de televisión protagonizada por Eliza Dushku emitida entre 2003 y 2005, que fue cancelada por la cadena Fox.
El título es un juego de palabras. Significa "El llamado de Tru", ya que la protagonista se llama Tru, pero fonéticamente es igual a "true calling", "vocación auténtica", en alusión al poder de Tru.

## Personajes

### Tru Davies
La protagonista, interpretada por Eliza Dushku, ingresa a trabajar en la morgue de la ciudad donde vive al perder un puesto en el hospital local por haberse cancelado. Al necesitar las prácticas para poder ingresar a la escuela de medicina, acepta el trabajo en la morgue, no muy convencida al principio. Sin embargo, Tru descubre el mismo día de su llegada una extraña voz que la llama (aunque ella se encuentra sola ya que su trabajo es nocturno). Al comenzar a buscar esta extraña y susurrante voz, abre una gaveta donde se encuentra un cadáver, el cual despierta y le pide que la salve. Es en ese momento donde Tru comienza a revivir el día, pudiendo así evitar que la persona que le pidió ayuda muera. Sin embargo, a medida que pasan capítulos, Tru descubre que no todo es tan simple y debe recaudar toda la información posible antes que el muerto que llega a la morgue le pida ayuda, pues al hacerlo automáticamente vuelve al momento de la mañana en el que despertó para comenzar el mismo día nuevamente.

### Lindsay Walker
Lindsay Walker (A. J. Cook) es la mejor amiga de Tru. Por ello, se cree en la obligación de buscarle pareja todo el tiempo, incluso con citas a ciegas con chicos que ni ella misma conoce personalmente. Desconoce el don de Tru. Trabaja como relaciones públicas. En el episodio 1x06, es ayudada por Tru a través de Harrison, el hermano menor de Tru y con el que no tiene una buena relación, para que su jefe no se propase con ella y la degrade a recepcionista, hecho que hace que empiece a mantiener una relación con Harrison.

### Harrison Davies
Harrison Davies (Shawn Reaves) es el hermano de Tru. Persona noble pero inmadura, le gusta vivir el día lleno de aventuras y peligros, sin preocupación alguna. Por ello, siempre se está metiendo en problemas y es Tru quien lo ayuda a solucionarlos. Cuando se entera del don de su hermana, hace lo posible por ayudarla, o que ella le ayude a ganar en las carreras de caballos y apuestas, ya que tiene cierta afición a estas.

### Meredith Davies
Meredith Davies (Jessica Collins) es la hermana mayor de Tru, una abogada de una importante firma legal. Tiene problemas de drogas, lo que más de una vez hará preocupar a Tru. Aparece solamente en la primera temporada.

### Davis
Davis (Zach Galifianakis) es el jefe de Tru en la morgue. Se entera de los poderes de ella muy pronto y desde entonces se convierte en su colaborador fiel. Aunque él no recuerda lo que pasó ese mismo día al revivirlo, Tru se lo hace recordar y esto es muy bueno para la historia. Cree en su don ya que él conoció a su madre y ella también poseía estos poderes.

### Jack Harper
Interpretado por Jason Priestley, es un personaje que aparece hacia el final de la primera temporada, y posteriormente en la segunda. Se opone a la misión de Tru y también revive los días. Jack debe asegurarse de que la persona que ha pedido ayuda vuelva a morir, pues cree que el destino no debe ser alterado porque eso ocasionaría serios problemas en el orden del universo. Además es ayudado por el padre de Tru, que antes también tenía este poder y se dedicaba a esa labor. 

### Luc Johnston
Luc Johnston (Matt Bomer) es el novio de Tru durante la primera temporada y trabaja haciendo fotografías de escenas de crímenes. Es asesinado por Jack mientras Tru intenta salvar a una víctima que se lo había pedido ese mismo día revivido. Dicha víctima es su propio hermano, quien en el "día original" muere por un disparo en el pecho.

## Cancelación
La cancelación fue oficialmente anunciada en una conferencia de prensa en enero de 2005 por Gail Berman, presidente de Fox. Este favoreció a la serie “Point Pleasant” en lugar de “Tru Calling”.
Fox emitía “The OC”. Los ejecutivos se lanzaron a buscar una serie que acompañe el éxito de ésta, allí llegó “Tru Calling” que en primera instancia tenía 13 capítulos, Fox renueva el contrato por otros siete capítulos para completar la 1.ª temporada (diciembre de 2003). Fox renovó el contrato para una 2.ª temporada de 13 episodios (mayo de 2004), pero el presidente de Fox se encargó de favorecer a “Point Pleasant” (diciendo que era un mejor producto para acompañar a “The OC”). De allí que esta serie consistiera de seis capítulos en su 2ª temporada.
Para salvar la situación (ante el rotundo fracaso de la otra serie) el mismo Gail Berman decide reponer la serie en su 2ª temporada (abril de 2005) ante el clamor de los fanes. Su error se ve reflejado en que “Tru Calling” obtuvo mejor índice de audiencia que “Point Pleasant”.

## Desarrollo de la 2ª temporada
Desde el blog de Doris Egan (escritora de la serie) se filtró parte de lo que hubiera sido la 2ª temporada. Ella describe que "Jensen" (compañero de facultad y sentimental de Tru, al que ella salva de la muerte sin que este se lo pidiera) está atravesando por una decadencia mental. De familia de profesionales, su padre lo presiona para que sea médico, su personalidad comienza a desintegrarse obsesionándose con la muerte; ambos (Jensen y Tru) se enamoran y se van a vivir juntos. Un día, Tru Davies se horroriza al saber que un asesino en serie anda suelto por la ciudad y una de sus víctimas le pide ayuda a Tru. Ella rebobina el día enterándose de que el causante de los homicidios es ni más ni menos que Jensen. Ahora, Tru, que siempre salvó vidas, se ve en la encrucijada de tener que eliminar a su pareja para evitar que continúe la cadena de asesinatos.

## Música

### Tema Original
"Somebody Help me" de Full Blown Rose.

### Música de tráileres
Tráiler episodio 1/01 - Versión 1 
"All you wanted" de Michelle Branch
Tráiler episodio 1/01 - Versión 2 
"Bring me to life" de Evanescence

### Música de Episodios
Ep.1-01 / Pilot 
- "Somebody help me" de Full Blown Rose
- "Take it Off" de The Donnas
- "Running Two" de Franka Potente
- "Halcyon and On and On" de Orbital

Ep.1-02 / Putting out fires 
- "All kinds of time" de Fountains of Wayne

Ep.1-03 / Brother's Keeper 
- "Image of You" de Red Snapper
- "White Flag" de Dido
- "Brokenhearted" de Vaughan Penn

Ep.1-04 / Past Tense 
- "Take A Ride" de Sucker Pump

Ep.1-05 / Haunted 
- "Stained Silver" de Caved Silver

Ep.1-06 / Star Crossed
- "Are You Gonna Be My Girl" de Jet

Ep.1-08 / Closure 
- "Angel" de Sarah McLachlan

Ep.1-10 / Reunion 
- "All The Small Things" de Blink 182
- "Praise You" de Fatboy Slim
- "If you Could See" de Vaughan Penn

Ep.1-11 / The Longest Day 
- "One Of These Days" de Gloria

Ep.1-13 / Drop Dead Gorgeous 
- "Cat Fight" de Dance Hall Crashers

Ep.1-17 / Death Becomes Her 
- "Sleep of the Just" de Mendoza

Ep.1-20 / Two Weddings and a Funeral 
- "In The Air Tonight" de Full Blown Rose

Ep.2-01 / Perfect Storm 
- "My happy ending" de Avril Lavigne

## Episodios
| Episodio | Nombre                     | Sinopsis |
| -------- | -------------------------- | --- |
| 1x01     | Piloto                     | Tru Davies (Eliza Dushku) comienza a trabajar en una morgue. En su primera noche, escucha la voz de una mujer fallecida, Rebecca (Hudson Leick), pidiéndole ayuda, tras lo cual el día recomienza. |
| 1x02     | Apagando fuegos            | Tru debe ayudar a un bombero que falleció al intentar ayudar a un niño. |
| 1x03     | El guardián de mi hermano  | Harrison (Shawn Reaves) es acusado de asesinar a Andrew (Joe Flanigan), el marido de Sarah (Cobie Smulders), una mujer con la que el hermano de Tru tenía una relación. Así, Tru deberá evitar el asesinato de Andrew y exculpar a su hermano. |
| 1x04     | Pasado tenso               | Luego de fallar un sopresivo test de drogas en su trabajo, Meredith (Jessica Collins) es echada del mismo. Mientras tanto, cinco N.N. arriban a la morgue y todos le piden ayuda a Tru para salvar sus vidas. Por su parte, Luc (Matt Bomer) se presenta en el hospital para una entrevista de trabajo. |
| 1x05     | Acosado                    | Tru intenta salvar a un estudiante de medicina que participó en un peligroso experimento junto con otros dos estudiantes. El experimento, el cual detiene el corazón temporalmente, causa que los estudiantes liberen recuerdos reprimidos. |
| 1x06     | Destino aciago             | Tru, con la ayuda de Davis (Zach Galifianakis) tras conocer su secreto, intenta salvar a dos jóvenes que han muerto en un accidente al precipitarse su coche por un precipicio. Luc y Tru tienen una cita que, pese a tener que interrupir, acaba con ellos besándose al final del capítulo. Mientras, Harrison, pese a mantener mala relación con la amiga de su hermana, se entromete en una cita de Lindsay (A.J. Cook) con su jefe, para que no pueda aprovecharse de ella y la degrade en su trabajo, lo que termina de una forma que ninguno esperaba                        |
| 1x07     | La mañana después          | Tru decide dar una fiesta para la inauguración tardía de su piso, y que sus amigos conozcan a Luc, pero Mark (Kristoffer Polaha), su exnovio, aparece en escena para poder recuperarla, aunque aparece asesinado en el piso de Tru, pidiéndola ayuda, y el día se repite, trayendo consecuencias negativas para lo que hay entre Luc y ella. Harrison y Lindsay comienzan una relación. |
| 1x08     | Despedida                  | El patriarca de los Davis llama a sus hijos tras cinco años sin saber de ellos, hecho que les deja tocados al ver que no cumplen las expectativas que su padre tiene de ellos. Entre tanto, Tru revive un nuevo día en el que intentará salvar a un joven militar muerto el día anterior por un disparo en un hospital militar. |
| 1x09     | Asesinato en el depósito   | Una mujer muere de un disparo el día de su boda. En la morgue, un hombre que dice ser su prometido, le dispara a Davis cuando intenta pedir ayuda al verle manipular el cuerpo. El cadáver de la novia le pide ayuda a Tru en el instante en el que el falso prometido le dispara a ella tras herir a Davis. |
| 1x10     | Reunión                    | Cinco años después de terminar el instituto, se va a celebrar una reunión de exalumnos a la que están invitadas Tru y Lindsay. Aunque no tiene muchas ganas de ir, la convencen para hacerlo. Una vez en la fiesta, ve a una antigua amiga ahogada en la piscina, que la pide ayuda y vuelve a revivir el día, donde intentará salvarla. |
| 1x11     | El día más largo           | El casero de Harrison, le echa por falta de pago. Mientras, llega a la morgue un hombre sin identificar con una herida en el pecho. Cuando Tru va a preparar el cuerpo, el cadáver, le pide ayuda, pero ocurre algo. Al repetir el día, otra persona muere y vuelve a repetirse el día nuevamente. En ese nuevo día, mientras intenta solucionar las dos muertes, muere un joven, que le pide ayuda y, otra vez, vuelve a repetirse el día. Cuando parece que todo termina, la hija de la primera víctima, muere, para luego pedir ayuda a Tru y revivir una vez más el mismo día. |
| 1x12     | San Valentín               | Para celebrar el día de los enamorados, Luc quiere llevar a Tru a la costa, pero todo se complica cuando cortan la carretera y terminan en un motel donde están Harrison y Lindsay. Allí, ocurre un crimen que Tru, con la ayuda de su hermano, tiene que evitar cuando se repite el día, mientras intentan ocultar el secreto de Tru de Luc y Lindsay. |
| 1x13     | Guapa de morirse           | La firma para la que trabaja Lindsay organiza un concurso de belleza para ser la cara de la marca. Una de las concursantes muere durante el certamen, y le pide ayuda a Tru, que intentará encontrar al asesino y evitar que la modelo muera. Además, Luc está confundido respecto a su ruptura con Tru. |
| 1x14     | Hija de papá               | Mientras Richard (Cotter Smith), el padre de Tru, llega a la ciudad, Tru descubre la identidad del asesino de su madre. Jack Harper (Jason Priestley) es contratrado como un nuevo empleado en la morgue. |
| 1x15     | La huida                   | Tru debe salvar la vida del periodista que ha estado indagando y casi descubre el secreto de Tru. |
| 1x16     | Dos pares                  | Dos cuerpos arriban a la morgue, pidiéndole ayuda a Tru. Ella recruta a su hermano para poder salvar ambas vidas. Mientras, Jack intenta desentrañar el secreto del pasado de Davis el cual se niega a compartir con nadie. |
| 1x17     | La muerte llama            | Tru debe salvar la vida de Carly Anders (Tamyra Gray), una actriz que ha pasado el día con Tru, investigando su trabajo para su próximo papel. |
| 1x18     | La ventana de atrás        | Es un caso de identidad robada cuando Tru debe ayudar a un hombre llamado Chris Berronson (Derek Hamilton), el mismo nombre que su vecina (Andrea Anders). ¿Cuál Chris Berenson está diciendo la verdad? |
| 1x19     | Muerto al llegar           | Tru descubre que su nuevo colega, Jack Harper, posee su misma habilidad de revivir los días. Sin embargo, poco después descubre que Jack no comparte su idea de salvar a quienes piden por ayuda. |
| 1x20     | Dos bodas y un funeral     | Mientras el casamiento de Lindsay se aproxima, el mundo de Tru se desmorona cuando Harrison es asesinado por el celoso exesposo de una mujer. Jack deja en claro que si Harrison no muere como el destino ha dictaminado, algiuien más deberá tomar su lugar. |
| 2x01     | La tormenta perfecta       | Es el primer día de Tru en la Escuela de Medicina, donde es avergonzada por el Profesor Seidel (Greg Anderson). Davis teme perder su trabajo cuando el asesor psicológico es reemplazado por la doctora Carrie Allen (Liz Vassey). Harrison rechaza una oferta laboral de su padre. Tru debe salvar la vida de Kate Wilson (Carly Pope), una oficial del puerto de la ciudad, pero Jack Harper ha reaparecido para hacerle más difícil su trabajo. |
| 2x02     | Grace                      | Para evitar que Tru interfiera en su trabajo, Jack inculpa a Tru en el asesinato de un psicólogo que estaba por exponer a uno de sus pacientes en el asesinato de la novia de este último, Grace. |
| 2x03     | En la oscuridad            | En la morgue le organizan un cumpleaños sorpresa a Tru. Pero con las luces apagadas, ella oye a alguien pidiéndole ayuda y ella debe saber quién fue. |
| 2x04     | El último día bueno        | Megan Roberts (Maggie Lawson) se suicida arrojándose desde lo alto. Sin embargo, a quien pide ayuda es a Jack. Mientras, Tru besa a su compañero de la Escuela de Medicina, Jensen Richie (Eric Christian Olsen). |
| 2x05     | Suficiente                 | Jensen, el nuevo novio de Tru, fallece pero no pide ayuda. Tru busca otro cadáver que pida por ayuda así puede rebobinar el día y salvarlo. |
| 2x06     | Y era Nochebuena, otra vez | En Nochebuena una mujer que ha estado muerta por meses pide ayuda. Como es imposible salvarla, Jack y Tru deciden dejar su enfrentamiento a un costado y trabajar juntos en el caso. |